# Gönci járás
A Gönci járás Borsod-Abaúj-Zemplén vármegyéhez tartozó járás Magyarországon, amely 2013-ban jött létre. Székhelye Gönc. Területe 549,60 km², népessége 18 722 fő, népsűrűsége 34 fő/km² volt a 2012. évi adatok szerint. Két város (Gönc és Abaújszántó) és 30 község tartozik hozzá. Településeinek nagy része az Abaúj-Hegyközi kistérséghez tartozott 2012-ig, de az Encsi, a Szerencsi és a Szikszói kistérségtől is kerültek ide községek.
A Gönci járás az 1950-es járásrendezés előtt is létezett, de a 19. század végétől Abaújszántó volt a székhelye. Gönc 1921 és 1950 között volt járási székhely (1938–1939 kivételével), de ebben az időszakban nem tartozott hozzá a különvált Abaújszántói járás, amely viszont egészen 1962-ig fennállt.

## Települései
| Település       | Rang (2013. július 15.) | Kistérség (2013. január 1.) | Népesség (2012. január 1.) | Népesség (2022. október 1.) | Terület (km²) |
| --------------- | ----------------------- | --------------------------- | -------------------------- | --------------------------- | ------------- |
| Gönc            | járásszékhely város     | Abaúj-Hegyközi              | 1 951                      | 1 859                       | 37,27         |
| Abaújszántó     | város                   | Abaúj-Hegyközi              | 3 088                      | 2 727                       | 47,36         |
| Abaújalpár      | község                  | Encsi                       | 76                         | 66                          | 8,48          |
| Abaújkér        | község                  | Encsi                       | 667                        | 561                         | 17,28         |
| Abaújvár        | község                  | Abaúj-Hegyközi              | 206                        | 208                         | 7,35          |
| Arka            | község                  | Abaúj-Hegyközi              | 73                         | 58                          | 9,49          |
| Baskó           | község                  | Abaúj-Hegyközi              | 183                        | 156                         | 29,63         |
| Boldogkőújfalu  | község                  | Abaúj-Hegyközi              | 544                        | 647                         | 10,98         |
| Boldogkőváralja | község                  | Abaúj-Hegyközi              | 1 084                      | 932                         | 22            |
| Felsődobsza     | község                  | Szikszói                    | 882                        | 815                         | 15,23         |
| Fony            | község                  | Abaúj-Hegyközi              | 343                        | 312                         | 40,56         |
| Gibárt          | község                  | Encsi                       | 374                        | 334                         | 5,33          |
| Göncruszka      | község                  | Abaúj-Hegyközi              | 623                        | 624                         | 16,69         |
| Hejce           | község                  | Abaúj-Hegyközi              | 268                        | 192                         | 9,52          |
| Hernádbűd       | község                  | Encsi                       | 135                        | 110                         | 5,91          |
| Hernádcéce      | község                  | Abaúj-Hegyközi              | 210                        | 242                         | 9,91          |
| Hernádszurdok   | község                  | Abaúj-Hegyközi              | 178                        | 180                         | 4,48          |
| Hidasnémeti     | község                  | Abaúj-Hegyközi              | 1 062                      | 1 036                       | 16,07         |
| Kéked           | község                  | Abaúj-Hegyközi              | 171                        | 197                         | 13,01         |
| Korlát          | község                  | Abaúj-Hegyközi              | 295                        | 288                         | 7,91          |
| Mogyoróska      | község                  | Abaúj-Hegyközi              | 78                         | 79                          | 19,17         |
| Pányok          | község                  | Abaúj-Hegyközi              | 47                         | 63                          | 8,46          |
| Pere            | község                  | Encsi                       | 333                        | 313                         | 9,53          |
| Regéc           | község                  | Abaúj-Hegyközi              | 100                        | 63                          | 27,21         |
| Sima            | község                  | Abaúj-Hegyközi              | 25                         | 33                          | 4,88          |
| Telkibánya      | község                  | Abaúj-Hegyközi              | 555                        | 537                         | 46,82         |
| Tornyosnémeti   | község                  | Abaúj-Hegyközi              | 445                        | 523                         | 14,06         |
| Vilmány         | község                  | Abaúj-Hegyközi              | 1 348                      | 1 411                       | 12,51         |
| Vizsoly         | község                  | Abaúj-Hegyközi              | 786                        | 884                         | 18,4          |
| Zsujta          | község                  | Abaúj-Hegyközi              | 164                        | 215                         | 6,73          |

## Története
A Gönci járás egyike volt Abaúj illetve Abaúj-Torna vármegye járásainak már a 19. század előtt is, de a járások székhelyének 1886-ig a (fő)szolgabíró mindenkori lakóhelyét tekintették, így az változó volt. A vármegyéknek csak 1886 után kellett állandó székhelyeket kijelölniük, ekkor a Gönci járás székhelye Abaújszántó lett. Ennek területe kisebb volt a 2013-ban újraalakult járásénál, melynek egyes települései északon a Kassai és a Hernádzsadány székhelyű Füzéri járáshoz tartoztak, délen pedig Zemplén vármegye Szerencsi járásához. Az egykori járásból viszont délnyugaton néhány község a Szikszói járásba tartozik 2013-tól.

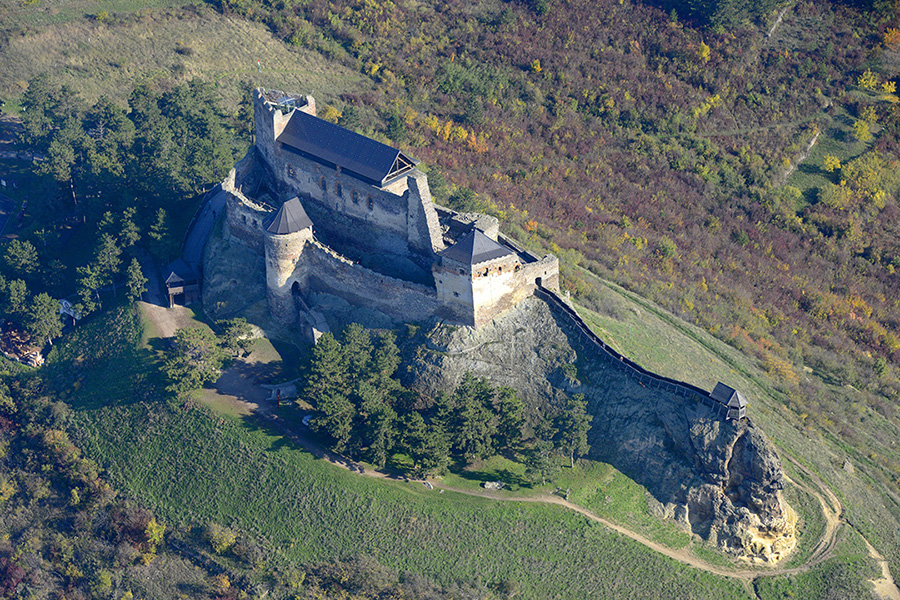
Boldogkő vára légi felvételen

Gönc 1921-ben lett járási székhely, amikor a trianoni békeszerződés nyomán a közigazgatási beosztást hozzá kellett igazítani az új országhatárokhoz. Ekkor a nagyrészt csehszlovák uralom alá került Füzéri és Kassai járások Magyarországon maradt részét összevonták a Gönci járással, amit egyúttal kettéválasztottak. Ettől kezdve a Gönc székhelyű északi rész (az újonnan ide került községek, valamint Gönc és néhány közeli község) neve lett Gönci járás, míg a régi székhely körüli déli rész az Abaújszántói járás elnevezést kapta, mindkettő az ország legkisebb járásai közé tartozott, és együttes területük nagyjából megegyezett a 2013-ban kialakított Gönci járáséval.
Ez az állapot, Abaújszántó és Gönc párhuzamos járási székhely szerepköre ezután rövid megszakítással 1950-ig fennmaradt. Amikor az első bécsi döntéssel az országhatár északabbra került, a Gönci járáshoz csatolták az egykori Füzéri járás újból Magyarországhoz került községeit, székhelyét ismét Hernádzsadányba helyezték, elnevezését pedig Füzér–gönci járásra változtatták. Ez a megoldás azonban átmenetinek bizonyult, a következő évben a járás elnevezése, székhelye és határai is visszaálltak az 1938 előtti állapotukba, a korábban Csehszlovákiához tartozó községeket pedig átcsatolták a Kassai járáshoz.
A Gönci járás az 1950-es járásrendezés során megszűnt, területét az Abaújszántói és a korábban Zemplén vármegyéhez tartozó Sátoraljaújhelyi járás között osztották fel.
A 2013-tól a Gönci járáshoz tartozó települések 2012-ig nagyrészt az Abaúj-Hegyközi kistérséghez tartoztak, néhányuk az Encsi, a Szerencsi és a Szikszói kistérségből került ide.
2014-ig Golop és Tállya is a kistérséghez tartozott, de ekkor a két település a Szerencsi járásba került át. A változás oka az volt, hogy a Szerencshez igen közel eső települések lakossága számára az ügyintézés így sokkal könnyebbé vált. A két település korábban a Szerencsi kistérséghez tartozott.

### A Gönci járás községei 1913-ban
Közigazgatási beosztás az 1913. évi helységnévtár szerint, a népességszám ugyaninnen az 1910. évi népszámlálás adatai szerint.
| Község neve      | Rangja     | Körjegyzőség     | Lélekszám |
| ---------------- | ---------- | ---------------- | --------- |
| Abaújszántó      | nagyközség |                  | 4 698     |
| Göncz            | nagyközség |                  | 2 819     |
| Abaújalpár       | kisközség  | Abaújkéri        | 265       |
| Abaújkér         | kisközség  | Abaújkéri        | 1 036     |
| Czekeháza        | kisközség  | Abaújkéri        | 242       |
| Sima             | kisközség  | Abaújkéri        | 187       |
| Arka             | kisközség  | Boldogkőváraljai | 293       |
| Baskó            | kisközség  | Boldogkőváraljai | 563       |
| Boldogkőújfalu   | kisközség  | Boldogkőváraljai | 758       |
| Boldogkőváralja  | kisközség  | Boldogkőváraljai | 1 029     |
| Felsődobsza      | kisközség  | Felsődobszai     | 1 259     |
| Hernádkércs      | kisközség  | Felsődobszai     | 606       |
| Nagykinizs       | kisközség  | Felsődobszai     | 498       |
| Szentistvánbaksa | kisközség  | Felsődobszai     | 584       |
| Fony             | kisközség  | Fonyi            | 820       |
| Hejcze           | kisközség  | Fonyi            | 755       |
| Mogyoróska       | kisközség  | Fonyi            | 291       |
| Regécz           | kisközség  | Fonyi            | 297       |
| Gibárt           | kisközség  | Gibárti          | 426       |
| Hernádbűd        | kisközség  | Gibárti          | 329       |
| Pere             | kisközség  | Gibárti          | 841       |
| Gönczruszka      | kisközség  | Vilmányi         | 1 254     |
| Vilmány          | kisközség  | Vilmányi         | 824       |
| Vilmánykisfalu   | kisközség  | Vilmányi         | 197       |
| Alsóczécze       | kisközség  | Vizsolyi         | 279       |
| Felsőczécze      | kisközség  | Vizsolyi         | 249       |
| Korlát           | kisközség  | Vizsolyi         | 608       |
| Vizsoly          | kisközség  | Vizsolyi         | 1 103     |